# Manuel Florêncio Coimbra
Manuel Florêncio Coimbra (,  — oceano Atlântico, 7 de março de 1942) foi um enfermeiro brasileiro que morreu a bordo do navio Arabutã (SS Arabutan), quinto navio mercante brasileiro a ser afundado pelos submarinos do Eixo durante a Segunda Guerra Mundial, em 7 de março de 1942. Procedente do porto de Norfolk, no estado da Virgínia, com destino ao Rio de Janeiro, o navio foi torpedeado pelo submarino alemão U-155 tipo IXC sob o comando do capitão Adolf Cornelius Piening.
A tripulação brasileira do Arabutã estava sob o comando do capitão Aníbal Prado, e era composta de 51 homens, dos quais apenas Manuel Florêncio pereceu.
"Informa o Itamarati por intermédio da Agencia Nacional: Segundo Informações de nossa embaixada em Washington e de nosso consulado em Norfolk, o vapor brasileiro “Arabutan”, foi torpedeado sem aviso prévio, a 7 do corrente. Há a lastimar a perda do Enfermeiro Manuel Florêncio Coimbra. O Comandando Aníbal Florêncio Prado, e o restante da tripulação foram salvos..." Nota Oficial do Itamarati.